# Austrorossia enigmatica
Austrorossia enigmatica е вид главоного от семейство Sepiolidae.

## Разпространение
Видът е разпространен в Намибия и Южна Африка (Западен Кейп и Северен Кейп).